# Симоново (Славновське сільське поселення)
Симоново (рос. Симоново) — присілок в Калінінському районі Тверської області Російської Федерації.
Населення становить 47 осіб. Входить до складу муніципального утворення Славновське сільське поселення.

## Історія
Від 2005 року входить до складу муніципального утворення Славновське сільське поселення.

## Населення
| 2010 |
| ---- |
| 47   |